# Ступень (архитектура)
Ступе́нь (уменьшит. ступе́нька) — элемент (часть) лестницы, используемый в качестве опоры при перемещении в вертикальном направлении (подъёме-спуске).
По характеру конструкции ступени подразделяются на:
- прямые;
- забежные (поворотные);
- полукруглые (гусиный шаг).

У ступени различают горизонтальную поверхность — «проступь», и вертикальную (высоту подъёма) — «подступёнок». Бывают лестницы с подступенком и без него. Ступени часто подрезаются, особенно в случае крутых лестниц, чтобы увеличить глубину проступи. Согласно формуле французского архитектора Франсуа Блонделя, оптимальная высота ступени ({\displaystyle j}) для среднестатистического человека колеблется от 15 до 18 см, а ширина проступи ({\displaystyle e}) должна составлять 27−30 см. Однако эти показатели, как и многое другое, зависят от назначения лестниц. Например, соотношение подступенок-проступь 12−40 см используется для лестниц наружных, садово-парковых, и в тех местах, где нет возможности устройства пандуса для людей с ограниченными возможностями; соотношение подступенок-проступь 22−25 см для некоторых видов вспомогательных — подвальных, пожарных и эвакуационных. Самой удобной для передвижения является лестница с соотношением 15−30 см.
На путях эвакуации не допускается устройство лестниц с количеством ступеней менее трёх. В случае, если в лестнице 1 или 2 подступенка, люди зрительно плохо ощущают перепад уровня пола и могут легко оступиться.

## Геометрические размеры ступеней
Существуют 3 формулы для соотношения высоты подступенка к ширине проступи. Это формула шага (формула Блонделя), формула безопасности и формула удобства, формула шага является наиболее распространённой из них и часто используется профессиональными строителями на практике. Требованиям всех трёх формул удовлетворяет соотношение 17/29.
Формулы:
- шага (основная формула): 2 j + e = 60−65 см (исторические параметры)
- безопасности: e + j = 46 см
- удобства: e − j = 12 см

Несмотря на это, существует множество вариантов.
Допустимые отклонения:
- формула шага: 60 ≤ 2 j + e ≤ 65 в среднем 63 см (современные параметры)
- формула безопасности: 45 ≤ e + j ≤ 47 в среднем 46 см
- Формула удобства: 6 ≤ e − j ≤ 18 в среднем 12 см (отклонение не более 50 %)

Формулу шага изобрёл Жак Франсуа Блондель (фр. Jacques-François Blondel; 8 января 1705, Руан — 9 января 1774, Париж) — французский архитектор и теоретик искусства и архитектуры. Он исследовал размеры ступеней научными методами и в своей книге «Cours d’architecture» (1777) свёл все параметры к длине шага человека. Таким образом получилось выражение: 2 j + e = 60-65 cm, где ширина проступи и высота ступени находились в пропорциональной зависимости от средней длины шага человека (60—65 см).

## Материалы изготовления

### Дерево
Наиболее популярный материал в частном домостроении, поскольку отличаются экологичностью и оптимальным соотношением цена/прочность/эстетика. Основные породы дерева: сосна, лиственница, дуб, ясень и бук. Среди недостатков выделяется растрескивание материала и скрипучесть в процессе эксплуатации. Могут изготавливаться, как из цельной доски, так и из клееного щита.

### Металл
Металлические ступени используются в малоэтажном строительстве исключительно из эстетических соображений, а в большинстве случаев находят применение в условиях большого потока людей в общественных зданиях, в лестницах вспомогательного назначения в жилых зданиях или на производственных предприятиях.
Металлические ступени неоценимы на производстве, они очень прочные, могут выдерживать большую нагрузку (более 50 тонн), не подвергаются коррозии. Так же они обладают неоспоримыми преимуществами:
- лестницу с металлическими ступенями можно без труда накрыть антискользящим покрытием;
- если металлические ступени выполнены сетчатым образом, то через них легко проходит вода, снег, а соответственно не образуется ледяная корка;
- они стойкие к резким перепадам температур;
- металлические ступени обеспечивают лёгкость и надёжность для всей лестничной конструкции.

На сегодняшний день металлические ступени имеют несколько разновидностей и могут изготавливаться из:
- прессованных или сварных решёток;
- нержавеющей стали;
- листовой стали;
- с цинковым покрытием или без него.

Ступени, выполненные из нержавеющей стали, могут легко вписаться даже в очень элитный интерьер и экстерьер. В таком случае сохраняются все преимущества лестниц промышленного вида в сочетании с привлекательным дизайном. Его могут создавать различные кованные элементы, матовые или глянцевые фактурные плашки и вставки.
На сегодняшний день металлические ступени успешно применяются во многих областях строительства. Особо часто мы можем их наблюдать:
- при создании многоуровневых наружных и внутренних платформ;
- в различных гражданских объектах как элемент безопасности;
- при создании пожарных лестниц;
- как вспомогательные элементы в жилых зданиях.

Как для промышленного, так и для частного строительства металлические ступени обладают рядом неоспоримых преимуществ, где главную позицию занимает надёжностью.
На флоте и в некоторых других случаях используются верёвочные лестницы, ступеньки в которых изготовлены из того же материала, что вся лестница, но могут быть деревянными, металлическими.